# Albert II. von Hohenberg

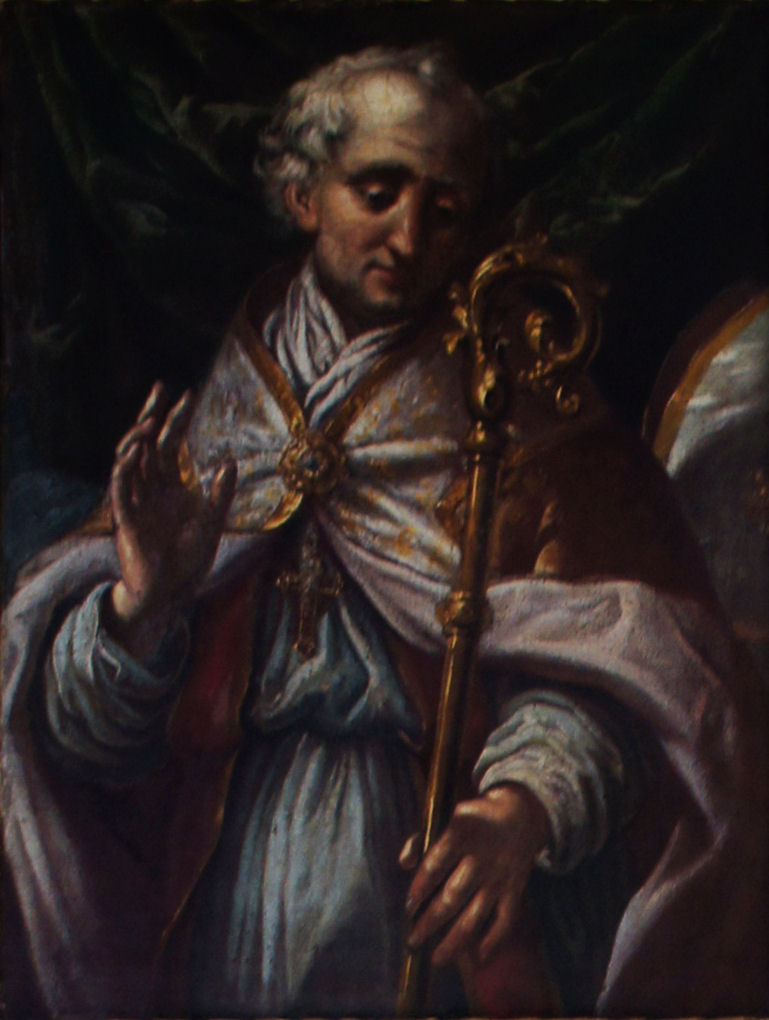
Albert II. von Hohenberg auf einem Gemälde im Fürstengang Freising

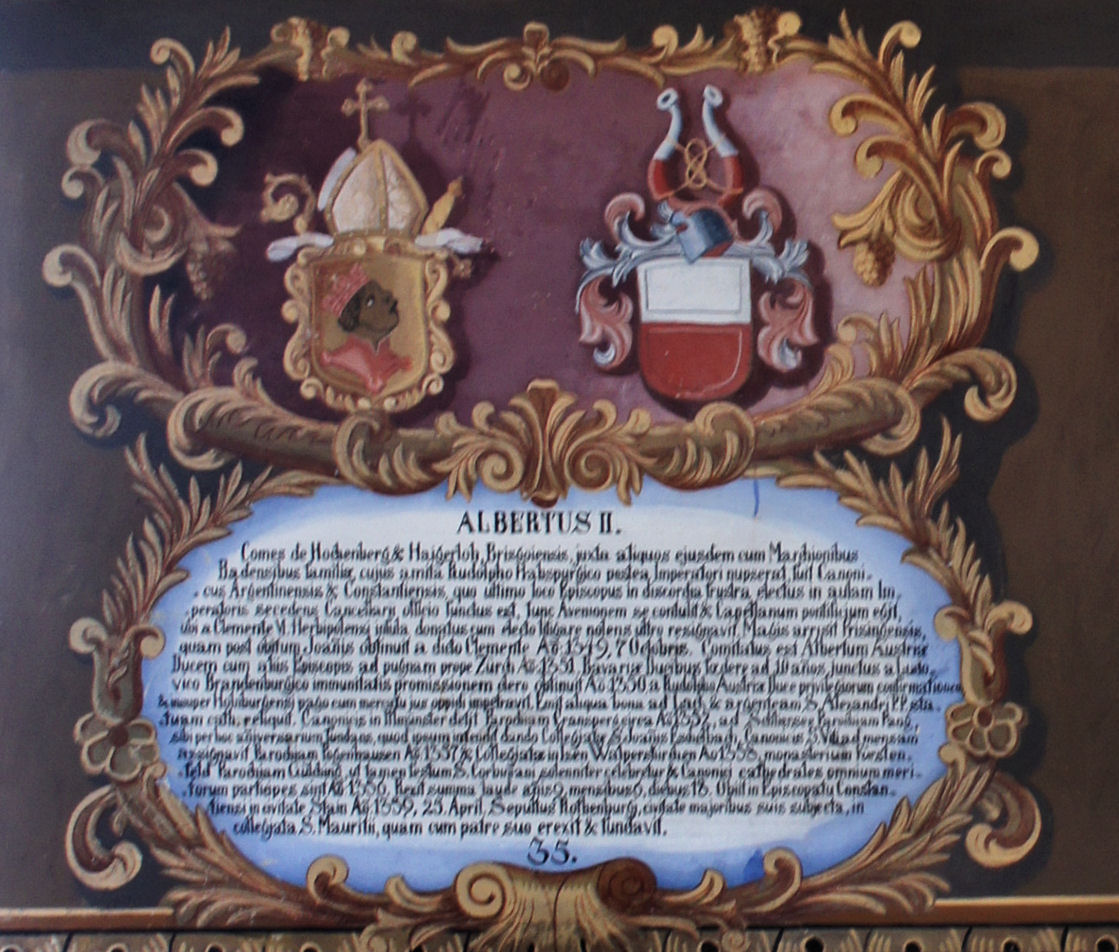
Wappentafel von Albert II. von Hohenberg im Fürstengang Freising

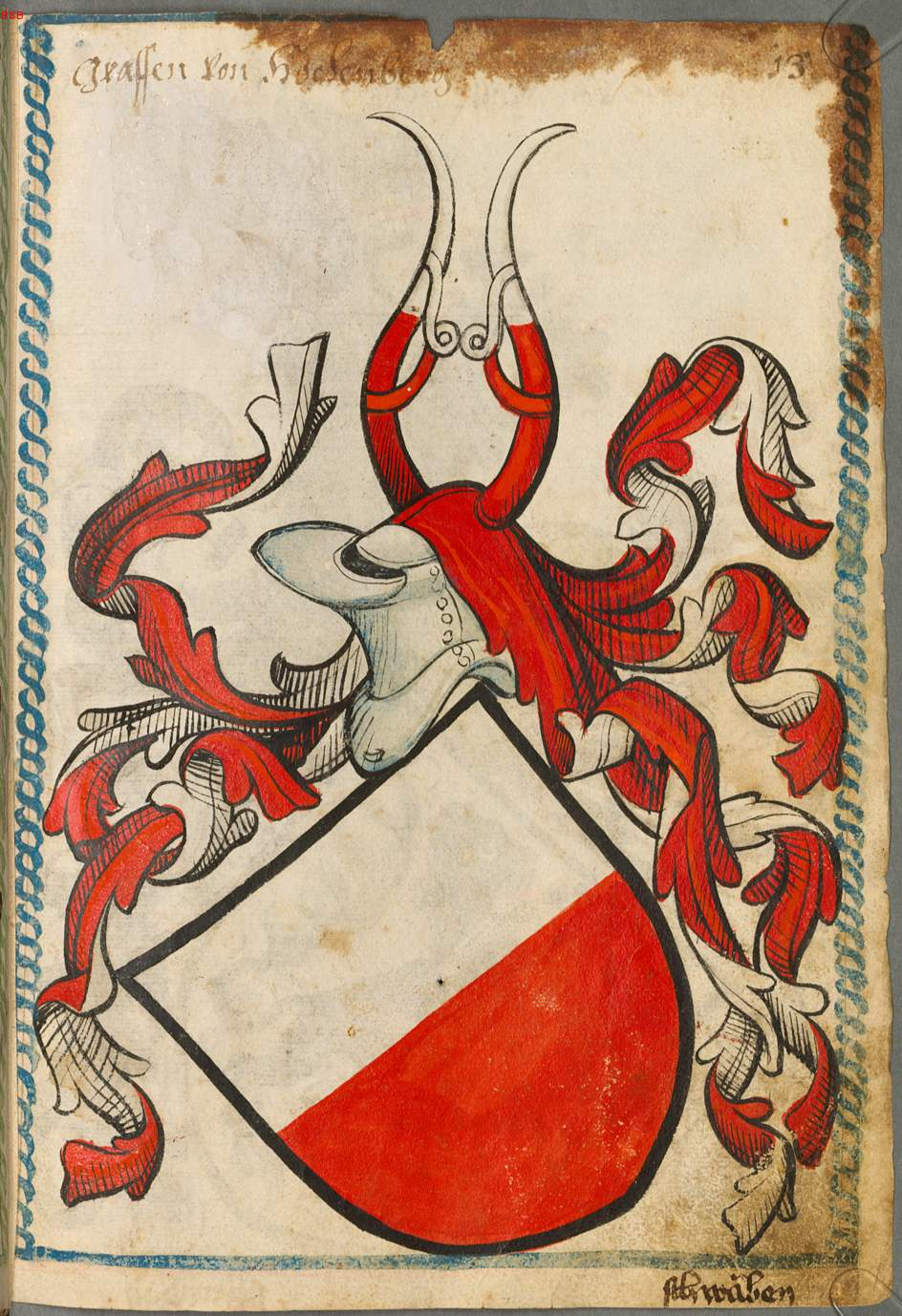
Hohenberger Wappen im Scheiblerschen Wappenbuch von 1450

Graf Albert von Hohenberg (* um 1303 in Rottenburg am Neckar; † 25. April 1359 in Stein am Rhein) war Bischof von Freising, Konstanz und Würzburg.

## Herkunft und Name
Seine Eltern waren Graf Rudolf I. von Hohenberg († 1336) und dessen erste Frau, Agnes von Werdenberg († 1317).
Nach der Zählung der Freisinger Bischöfe ist er „Albert II. von Hohenberg“. Er wird auch als Albrecht bezeichnet. In der Abfolge der Würzburger Bischöfe ist er daher „Albrecht I. von Hohenberg“. Genealogisch betrachtet ist er Graf „Albert V. von Hohenberg“.

## Ernennung zum Hofkanzler und Scheitern als Bischof von Konstanz und Würzburg

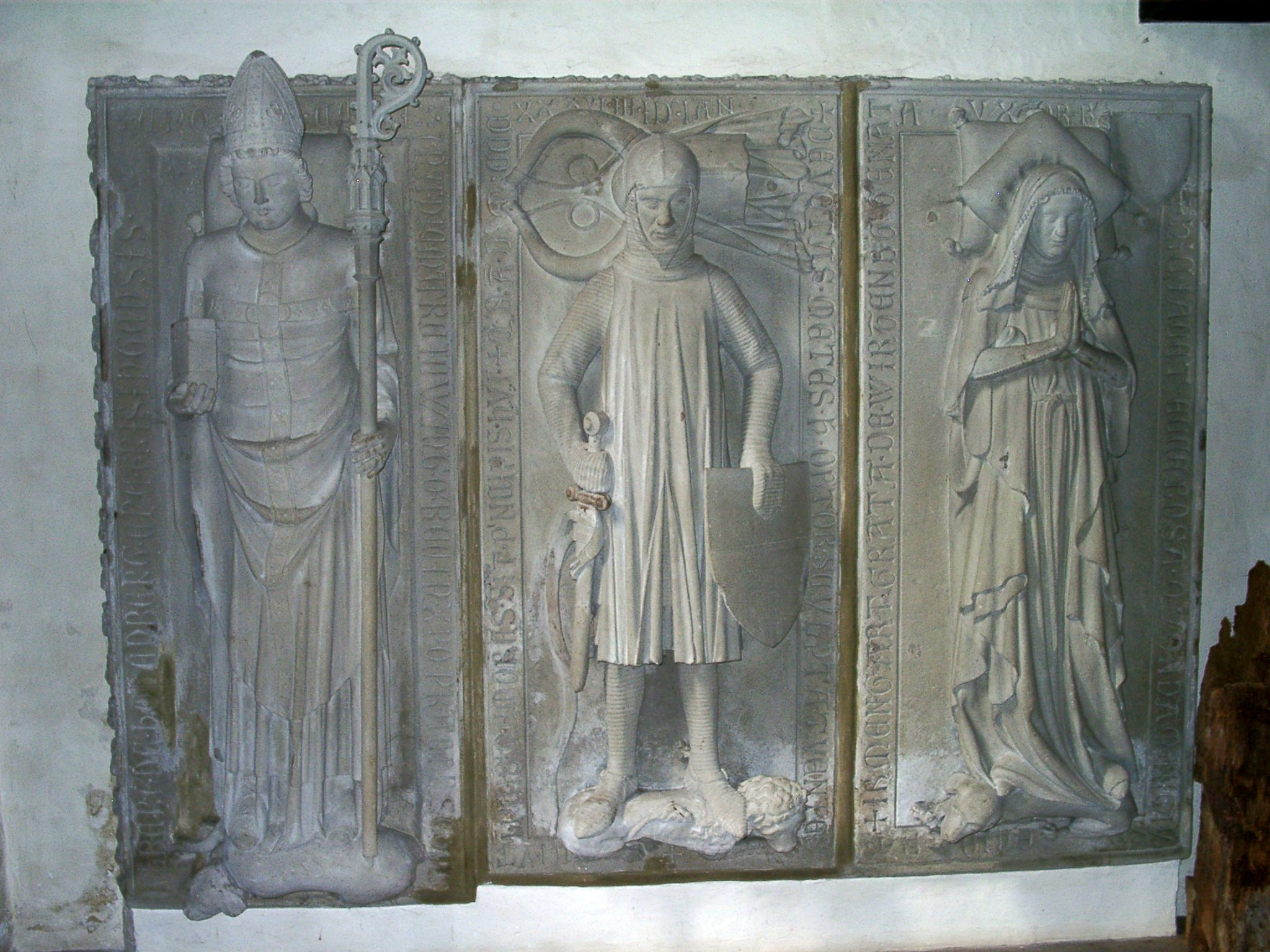
Grabmäler Alberts II., Rudolfs I. und seiner zweiten Frau, Irmengard von Württemberg

Da er für den geistlichen Stand ausersehen war, besuchte er mehrere Jahre die Domschule in Konstanz, wo er anschließend auch Domherr wurde. Zum weiteren Studium der Theologie und Rechtswissenschaft ging er an die Sorbonne in Paris, wo er nach seinem Abschluss auch Vorlesungen im Fach Kirchenrecht hielt. Am Hochstift Straßburg erhielt er eine weitere Domherrenstelle. Da die Grafen von Hohenberg Verwandte der Habsburger waren und sein Vater Parteigänger König Ludwigs des Bayern, hätte er eigentlich gute Aussichten gehabt, Bischof in seinem Heimatbistum Konstanz zu werden. Bei der Bischofswahl 1333 unterlag er aber dem vom Papst bestätigten Nikolaus von Frauenfeld. Sein Vater versuchte 1334 durch eine Belagerung der Bischofsresidenz in Meersburg vergeblich, seinen Sohn dennoch durchzusetzen.
Als Ausgleich für den Konstanzer Bischofsstuhl ernannte ihn König Ludwig zum Hofkanzler und übergab ihm das Amt eines Reichslandvogts im Elsass. Hier unterband er 1338 und 1340 die Judenverfolgungen. Im Auftrag des Königs war er mehrfach in diplomatischer Mission in Rom, Frankreich und England. Bei einer solchen Reise ließ er sich aber 1342 von Papst Clemens VI. überreden, auf die päpstliche Seite zu wechseln. Trotz der päpstlichen Unterstützung gelang aber auch der zweite Versuch nicht, 1344 Bischof von Konstanz zu werden.
Auch gegenüber dem Würzburger Domkapitel konnte er sich letztlich nicht durchsetzen. Nachdem 1345 Albrecht II. von Hohenlohe einstimmig zum Bischof gewählt worden war, versuchte Papst Clemens VI. ihn als Bischof durchzusetzen. Albert schickte Bevollmächtigte nach Würzburg, die die Geschäfte übernehmen sollten, was aber nicht gelang. Entgegen der Darstellung von Lorenz Fries scheint Albert selbst das Bistum nie betreten zu haben.

## Bischof von Freising
Schließlich übertrug ihm der Papst 1349 das Bischofsamt in Freising. Das Wahlrecht des Domkapitels wurde übergangen. Deshalb konnte er erst 1351 auf Druck des Papstes und der Habsburger 1351 in Brugg im Aargau die Bischofsweihe empfangen. An diesem Fest nahmen auch Königin Agnes von Ungarn und Herzog Albert II. von Österreich teil. Letzterem half er in seiner Eigenschaft als Graf von Hohenberg 1354 vergeblich gegen die rebellische Stadt Zürich vorzugehen.
Nach der Ermordung Bischofs Johann III. am 21. Januar 1356 versuchte er nochmals, den Bischofsstuhl von Konstanz zu erringen. Da er bei der Wahl am 5. Februar 1356 jedoch nur drei Stimmen erringen konnte, kam es zu einer Doppelwahl, zusammen mit Ulrich von Friedingen. So wurde Papst Innozenz VI. angerufen, der schließlich im Mai 1357 Heinrich III. von Brandis zum Bischof von Konstanz ernannte. Von da an stellte er seine Ambitionen auf einen anderen Sitz ein.
In seinem Bistum Freising gelang es ihm zwar, die wirtschaftlichen Verhältnisse zu verbessern, aber nur durch den Verkauf zahlreicher Freisinger Güter. Auch die fälligen Servitien an den Papst wurden so finanziert. Da der Streit mit den Habsburgern beigelegt war, flossen auch die Zahlungen der österreichischen Besitzungen wieder und trugen zur ökonomischen Erholung bei.
Um die Seelsorge zu verbessern, die durch die Weltgeistlichen vernachlässigt wurde, inkorporierte er viele Pfarreien in verschiedene Klöster und Stifte, weil er sich davon eine bessere Versorgung der Gläubigen versprach.
Auch die Machtverhältnisse im Bistum waren relativ schnell geklärt. Albert erhielt noch vor seiner Bischofsweihe die mündliche Zusage der Rücknahme des Kirchenbannes von Papst Clemens VI. für die Freisinger Äbte und Domherren. Der vom Domkapitel 1342 gewählte Bischof Leutold von Schaunberg trat 1350 zurück und ging ins Exil nach Wien, wo er 1356 starb. Am 19. Juni 1351 wurden die Exkommunizierten rekonziliert und Albert konnte nun sein Bistum ohne Probleme regieren.
In seiner Amtszeit wird auch zum ersten Male der heilige Sigismund, König von Burgund, als einer der Hauptpatrone des Bistums und des Freisinger Doms erwähnt. Seine Reliquien wurden von König Karl IV. 1354 nach Prag gebracht. Ob es sich bei den Freisinger Reliquien um ein Geschenk des Königs handelte oder ob Albert sie selbst aus der Schweiz besorgt hat, ist unklar.
Auch als Hofkanzler und Bischof behielt er aber seine Rechte als Graf von Hohenberg, wo er als Albert V. geführt wurde. So erscheint er mehrfach als Stifter und Zeuge in Urkunden der Zeit.
Er wurde in der Stiftskirche St. Moriz in Rottenburg am Neckar, der Grablege der Hohenberger, beigesetzt. Dort befindet sich ein großes gotisches Grabdenkmal, das ihn im bischöflichen Ornat zeigt. Auf einem der Stützpfeiler der Empore aus dem ersten Viertel des 15. Jahrhunderts ist sein Bischofswappen abgebildet.